# 윤계섭
윤계섭(尹桂燮, 1945년~)은 대한민국의 경영학자이다. 서울대학교 명예교수이며, 신한금융지주 특별위원회 위원장, 신한금융지주 감사위원회 위원장, 신한금융지주 사외이사를 지냈다.

## 논문
- Kesop Yun, Kwangsoo Ko, Insup Lee, Foreign listings, firm value, and volatility: The case of Japanese firms' listings on the US stock markets, Japan and the World Economy 9, pp.57-69, Elsevier Science B.V., 1997
- 윤계섭, 우리나라 상장기업의 금융비용에 관한 금리규제효과, 재무연구 제8호, pp.25, 재무학회, 1994

- 윤계섭, 上場會社에 대한 上場效益 提高方案, 상장협, pp.3-16, 한국상장회사협의회, 2005-03
- 윤계섭, 최도성, 김성민, 전상경, 기업의 공시통제시스템에 관한 연구, 상장협, pp.1-61, 한국상장회사협의회, 2004-12
- 윤계섭, 금융지주회사의 설립운용에 따른 관련세제의 문제점과 개선 방향, 경영논집 35(2, 3), pp.281-304, 경영연구소, 2001-09
- 윤계섭, 사이버 증권거래의 현황과 전망, 경영논집 34, 서울대학교 경영대학 경영연구소, 2000
- 윤계섭, 영국의 금융개혁, 경영논집 32, pp.209-227, 서울대학교 경영대학 경영연구소, 1998
- 윤계섭, 곽수근, 이창우, 우리나라 공인회계사의 손해배상책임, 회계논총 1(1), pp.1-28, 서울대학교 경영대학 회계학연구센터, 1997
- 윤계섭, 한국의 금융개혁, 경영논집 31(1, 2), pp.41-64, 서울대학교 경영대학 경영연구소, 1997
- 윤계섭, 강종만, 내부자거래와 주가변동, 증권.금융연구 1, pp.141-166, 서울대학교 경영대학 증권•금융연구소, 1995
- 윤계섭, 곽수근, 이창우, 우리나라 공인회계사의 업무영역에 관한 연구, 경영논집 29(3.4), 서울대학교 경영대학 경영연구소, 1995